# Przełęcz Srebrna
Przełęcz Srebrna (niem. Silberbergpass) – przełęcz górska w południowo-zachodniej Polsce, w Sudetach Środkowych, rozdzielająca Góry Sowie od Gór Bardzkich. 
Wąska przełęcz w Sudetach Środkowych położona  na wysokości 568 m n.p.m., oddzielająca Góry Sowie od Bardzkich, jest jednym z najniższych obniżeń i najdogodniejszych przejść w całym paśmie Gór Sowich. W przeszłości przełęcz miała strategiczne znaczenie, w związku z militarną cechą tego obniżenia, na Warownej Górze (686 m) i Ostrogu (627 m) zostało wzniesionych szereg fortyfikacji Twierdzy Srebrnogórskiej (jest to największa górska twierdza w Europie), w celu obrony strategicznej drogi.
Przez przełęcz przebiega droga nr 385 łącząca Nową Rudę z Ząbkowicami. Poniżej przełęczy położone jest miasteczko Srebrna Góra. W pobliżu przełęczy przebiegała trasa kolejki srebrnogórskiej.